# Бергедорф

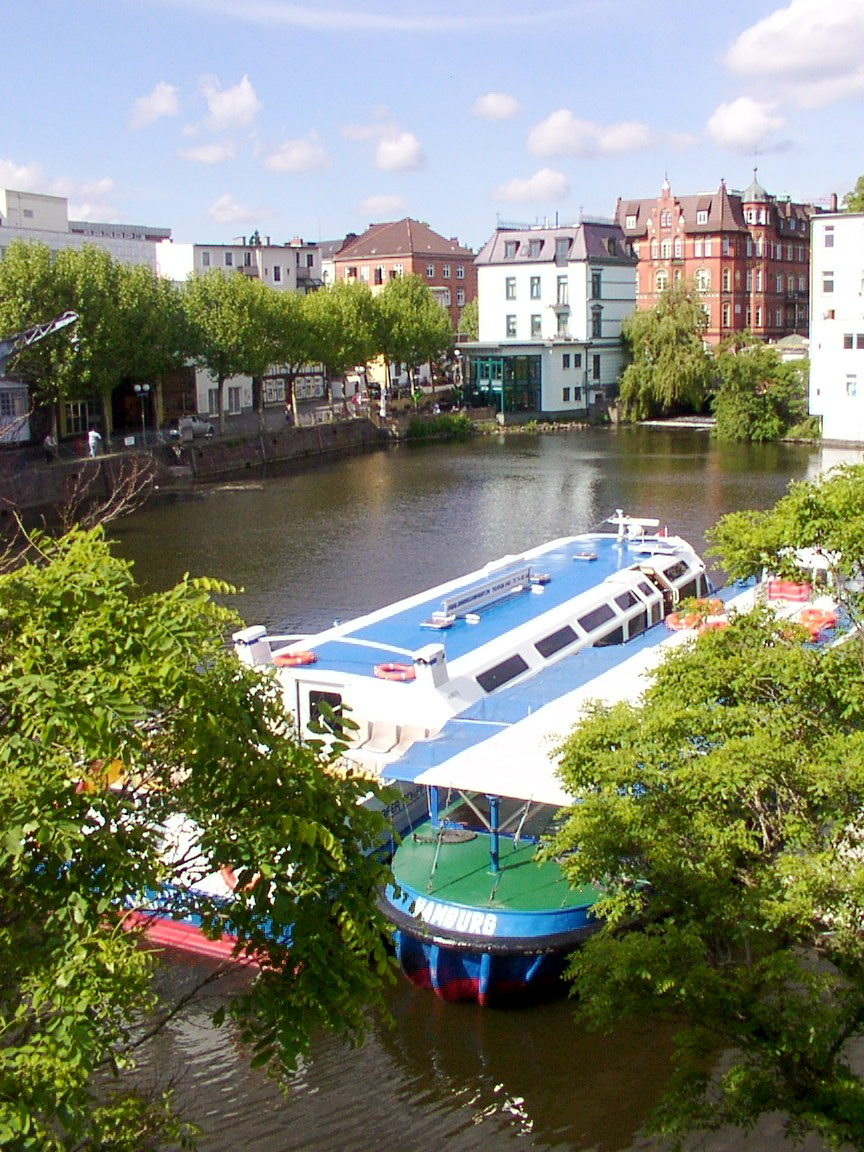
Порт в Бергедорфе

Бе́ргедорф (нем.  Bergedorf) — один из 7 районов города Гамбург с населением в 119 тыс. жителей.
Важным торговым пунктом поселение стало в период датского владычества (1202—1227). В 1275 году — получило статус города.

13 городских частей в районе Бергедорф

Район подразделяется на 13 частей (Stadtteile):
- Аллермёе (нем.  Allermöhe);
- Альтенгамме (Altengamme);
- Бергедорф (Bergedorf);
- Билльвердер (Billwerder);
- Кирхвердер (Kirchwerder);
- Курслак (Curslack);
- Лобрюгге (Lohbrügge);
- Морфлет (Moorfleet);
- Нойенгамме (Neuengamme);
- Оксенвердер (Ochsenwerder);
- Райтброк (Reitbrook);
- Татенберг (Tatenberg);
- Шпаденланд (Spadenland).